# Congelado (fotografía)

Secuencia del galope de un caballo de carreras. Capturada por Eadweard Muybridge, publicada por primera vez en 1887.

Congelado es el nombre dado a una característica de la imagen fotográfica y a la técnica empleada en su obtención, en la cual la velocidad de desplazamiento del motivo es ampliamente inferior al de la velocidad de obturación empleada, de tal manera que el sujeto fotografiado aparece totalmente quieto en la imagen, como si estuviese congelado. Se tiene en cuenta este concepto especialmente cuando se habla de la fotografía de sujetos que se mueven a velocidades en las cuales es difícil para el ojo humano capturar los detalles, permitiendo el análisis detallado de sujetos en desplazamiento. Tiene su aplicación en la fotografía de deportes, el fotoperiodismo, la fotografía científica y en general en las disciplinas en donde se requiere el estudio del movimiento.
Cámaras especializadas en esta área han sido desarrolladas con diferentes propósitos. Éstas deben tener un obturador de alta velocidad o un sistema para obtener la información rápidamente información de un sensor. Aplicaciones de todo tipo requieren diferentes cámaras. En el estudio científico cámaras de miles de dólares suelen ser requeridas para obtener los resultados deseados.

## Técnica
Un congelado se obtiene modificando la velocidad de obturación de la cámara, de tal manera que sobrepase ampliamente la velocidad del movimiento del sujeto a fotografiar. Para ello es necesario que las condiciones de luz de la escena sean apropiadas para que con la combinación de obturador y  diafragma se obtenga una exposición apropiada. 